# National Institute of Dramatic Art
National Institute of Dramatic Art (NIDA), grundat 1958, är ett lärosäte för scenkonst i Kensington, en förort till Sydney i Australien.

## Historia
NIDA grundades 1958 och var då den första professionella scenskolan i Australien. Undervisningen påbörjades 1959 och skolans första examina i skådespeleri gavs 1960. 
Från och med 1961 gavs förutom kurser i skådespeleri även producentkurser. Under 1970-talet började även scentekniska kurser samt kurser i regi att erbjudas. Från och med början av 1990-talet kom även kurser i bland annat scenografi, kostym och upphovsrätt att ges vid NIDA.
NIDA är ett statligt finansierat läroverk.

## Alumner
Nedan listas exempel på skådespelare, regissörer och andra som studerat vid NIDA, med examensår inom parentes.
- Cate Blanchett (1992)
- Rob Collins (2013)
- Judy Davis (1977)
- Harriet Dyer (2007)
- Mel Gibson (1977)
- Lee Lewis (2005)
- Jessica Marais (2007)
- Miranda Otto (1990)
- Moffatt Oxenbould (1962)
- Hugo Weaving (1981)